# Coloreado de dominios
En análisis complejo, la coloración de dominios (también denominada gráfico de rueda de colores) es una técnica para visualizar elementos de análisis complejo mediante la asignación de colores y brillo diferentes a cada punto del plano complejo. Permite representar y comprender fácilmente una función compleja de cuatro dimensiones, proporcionando información sobre la suavidad de funciones complejas y muestra extensiones geométricas naturales de las funciones reales.
Se utilizan muchas funciones de color diferentes. Una práctica común es representar el argumento complejo (también conocido como "fase" o "ángulo") con el tono correspondiente a un círculo cromático, y la magnitud por otros medios, como el brillo o la saturación.

## Motivación
Una gráfica de una función real se puede dibujar en dos dimensiones porque suele haber dos variables representadas, {\displaystyle x} y {\displaystyle y}. Sin embargo, los números complejos están representados por dos variables y, por lo tanto, dos dimensiones; esto significa que representar una función compleja (más precisamente, una función de variable compleja con resultados complejos {\displaystyle f:\mathbb {C} \to \mathbb {C} }) requiere la visualización de cuatro dimensiones. Una forma de lograrlo es con una superficie de Riemann, pero otro método es coloreando el dominio.

## Método
Representar un gráfico complejo de cuatro dimensiones con solo dos variables no es deseable, ya que métodos como las proyecciones pueden dar como resultado una pérdida de información. Sin embargo, es posible agregar variables que mantienen la posibilidad de representar cuatro dimensiones sin requerir una visualización de cuatro dimensiones. En este caso, las dos variables agregadas son entradas visuales como el color y el brillo porque, naturalmente, son dos variables fácilmente procesadas y distinguidas por el ojo humano. Esta asignación se denomina "función de color". Se utilizan muchas funciones de color diferentes. Una práctica común es representar el argumento complejo (también conocido como "fase" o "ángulo") con un tono obtenido a partir de un círculo cromático, y su magnitud por otros medios, como el brillo o la saturación.

### Función de color simple
El siguiente ejemplo colorea el origen en negro, 1 en rojo, −1 en cian y un punto en el infinito en blanco:
{\displaystyle {\begin{cases}H&=\arg z,\\L&=\ell (|z|)\\S&=100\%.\end{cases}}}
Hay varias opciones para la función {\displaystyle \ell :[0,\infty )\to [0,1)}. Una propiedad deseable es {\displaystyle \ell (1/r)=1-\ell (r)} tal que
la inversa de una función es exactamente tan clara como la función original es oscura (y al revés). Las posibles opciones incluyen
- {\displaystyle \ell _{1}(r)={\frac {2}{\pi }}\arctan(r)} y
- {\displaystyle \ell _{2}(r)={\frac {r^{a}}{r^{a}+1}}} (con algún parámetro {\displaystyle a>0}).

Una opción muy extendida que no tiene esta propiedad es la función {\displaystyle \ell _{3}(r)=1-a^{|r|}} (con algún parámetro {\displaystyle 0<a<1}) que para {\displaystyle a=1/2} y {\displaystyle 0\leq r\leq 1} está muy cerca de {\displaystyle \ell _{1}}.
Este enfoque utiliza el modelo de color HSL (tono, saturación, luminosidad). La saturación siempre se establece al máximo del 100%. Los colores vivos del arco iris se distribuyen girando de manera continua en el círculo unitario complejo, por lo que las seis raíces de la unidad (que comienza con 1) son: rojo, amarillo, verde, cian, azul y magenta. La magnitud se codifica por intensidad, mediante una función continua y estrictamente monótona.
Dado que el espacio de color HSL no es perceptualmente uniforme, se pueden ver rayas de brillo percibido en amarillo, cian y magenta (aunque sus valores absolutos son los mismos que el rojo, verde y azul) y un halo alrededor de L = 12. El uso del espacio de color Lab corrige este efecto, haciendo que las imágenes sean más precisas, pero también las hace más apagadas, en tonos pastel.

### Cambio de color discontinuo
Muchos gráficos de color tienen discontinuidades, donde en lugar de cambiar uniformemente el brillo y el color, se producen variaciones bruscas, incluso cuando la función en sí sigue siendo uniforme. Esto se hace por distintas razones, como mostrar más detalles o resaltar ciertos aspectos de una función.

#### Magnitud de crecimiento

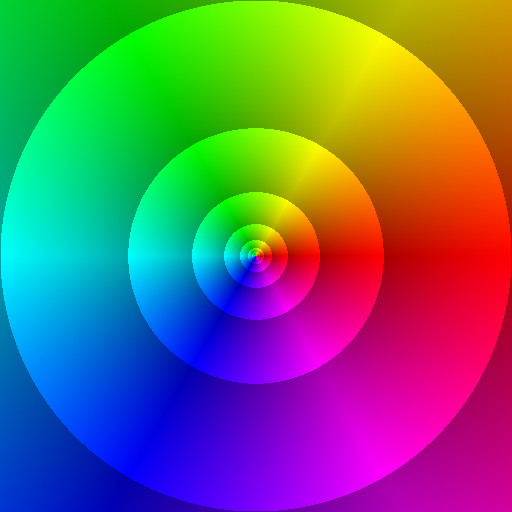
Una función de color discontinua. En el gráfico, cada discontinuidad se produce cuando para n entero

A diferencia del rango finito del argumento, la magnitud de un número complejo puede oscilar entre 0 y ∞. Por lo tanto, en funciones que tienen grandes amplitudes, los cambios de magnitud a veces pueden ser difíciles de diferenciar cuando también se representa un cambio muy grande en el gráfico. Esto se puede remediar con una función de color discontinua que muestra un patrón de brillo repetido para la magnitud basada en una ecuación dada. Esto permite que los cambios más pequeños se vean fácilmente, así como los cambios más grandes que "saltan discontinuamente" a una magnitud mayor. En el gráfico de la derecha, estas discontinuidades se producen en los círculos situados alrededor del centro y muestran una atenuación del gráfico que luego puede comenzar a volverse más brillante nuevamente. Se ha utilizado una función de color similar para el gráfico en la parte superior del artículo.
Las ecuaciones que determinan las discontinuidades pueden ser lineales, como para cada magnitud en números enteros, ecuaciones exponenciales con magnitud n donde {\displaystyle 2^{n}} es un número entero, o cualquier otra ecuación.

#### Propiedades destacadas
Se pueden colocar discontinuidades donde los resultados tengan una propiedad determinada para resaltar qué partes del gráfico tienen esa propiedad. Por ejemplo, un gráfico puede, en lugar de mostrar el color cian, saltar de verde a azul. Esto provoca una discontinuidad que es fácil de detectar y puede resaltar por ejemplo líneas donde el argumento es cero. Las discontinuidades también pueden afectar a grandes porciones de un gráfico, como un gráfico donde la rueda de colores divide el gráfico en cuadrantes. De esta manera, es fácil mostrar dónde termina cada cuadrante en relación con los demás.

## Historia
El método fue probablemente utilizado por primera vez en la publicación a fines de la década de 1980 por  Larry Crone y  Hans Lundmark.
El término "coloreado de dominios" fue acuñado por Frank Farris, posiblemente alrededor de 1998. Hubo muchos usos anteriores del color para visualizar funciones complejas, típicamente aplicando al argumento (fase) un tono. La técnica de usar colores continuos para representar puntos del dominio al codominio o plano de imagen fue utilizada en 1999 por George Abdo y Paul Godfrey, y Doug Arnold usó por primera vez las cuadrículas de colores en gráficos en 1997.

## Limitaciones
Las personas con daltonismo pueden tener problemas para interpretar tales gráficos cuando están hechos con mapas de color estándar. Este problema posiblemente se puede mejorar creando versiones alternativas usando mapas de color que se ajusten al espacio de color discernible para daltónicos. Por ejemplo, para aquellos que padecen deuteranopia total, un mapa de color basado en tonos azul/amarillo puede ser más legible que el mapa convencional basado en azul/verde/rojo.